# Mu Lupi
Désignations
Mu Lupi (en abrégé μ Lup) est une étoile multiple de la constellation australe du Loup. Elle est visible à l'œil nu avec une magnitude apparente combinée de 4,27. D'après la mesure de sa parallaxe annuelle par le satellite Hipparcos, le système est distant d'environ ∼ 340 a.l. (∼ 104 pc) de la Terre. Il s'éloigne du Système solaire à une vitesse radiale de +15 km/s.
Le système de Mu Lupi comprend au moins quatre, possiblement cinq composantes. Ses deux principales, désignées Mu Lupis A et B, forment une paire avec une séparation angulaire de 0,7 seconde d'arc en 2019. Elles complètent une orbite avec une période d'approximativement 772 ans et selon une excentricité de 0,43. La paire apparaît comme une étoile Be sur la séquence principale de type spectral B8 Ve. Individuellement, ce sont deux étoiles de magnitudes 4,93 et 4,99, environ trois fois plus massives que le Soleil.
La composante Mu Lupis C, également désignée HD 135748, est située à une distance angulaire de 23,1 secondes d'arc de la paire AB en 2019, avec qui elle partage un mouvement propre commun. Il s'agit d'une binaire spectroscopique à raies simples avec une période orbitale de 12,35 jours et avec une excentricité de 0,4. Sa composante visible est une étoile blanche de la séquence principale de type spectral A2 V et de magnitude 6,34.
La dernière composante possible, située à une distance angulaire de 6,15 secondes d'arc de A, pourrait être une naine brune,. En 2024, son appartenance au système n'est pas encore confirmée.